# 刘怀元
刘怀元（1945年—），男，汉族，中华人民共和国道士，曾任中国道教协会副会长、山东省道教协会会长、青岛市道教协会会长，第十一届全国政协委员。

## 生平
2008年，当选第十一届全国政协委员，代表宗教界，分入第五十一组。